# NGC 5929
NGC 5929 (również PGC 55076 lub UGC 9851) – galaktyka spiralna (Sab/P), znajdująca się w gwiazdozbiorze Wolarza. Odkrył ją 13 maja 1828 roku John Herschel. Należy do galaktyk Seyferta typu 2. Galaktyka ta oddziałuje grawitacyjnie z sąsiednią NGC 5930. Para ta została skatalogowana jako Arp 90 w Atlasie Osobliwych Galaktyk Haltona Arpa i znajduje się w odległości około 117 milionów lat świetlnych od Ziemi.